# جلال مرهی
جلال مرهی (به انگلیسی: Jalal Merhi) یک تهیه‌کننده فیلم اکشن کانادایی-برزیلی‌تبار است. او در برزیل از پدر و مادر مهاجر لبنانی زاده شد.

## حرفه
او فیلمسازی خود را با فیلم‌های اکشن درجه ب آغاز کرد. وی در همین راستا در بیروت با استیون سیگال آشنا شد.